# Синтагматичен анализ
В семиотиката синтагматичен анализ е анализът на синтаксиса или структурата на повърхността, за разлика от парадигматичния анализ на парадигмите.
Структуралистите, например, изследват текстовете (литературните текстове) като синтагматични структури, изследвайки тяхната структура и отношението между отделните им части.  Синтагмите, в този смисъл, са сегментите на текста.  Според тях използването на една синтагматична структура, вместо друга, повлиява значението на текста. 